# Platypodinae
Platypodinae Shuckard, 1820 è una sottofamiglia di coleotteri appartenente alla famiglia Curculionidae.

## Tassonomia
Comprende le seguenti tribù e sottotribù:
- tribù Mecopelmini Thompson, 1992
- tribù Platypodini Shuckard, 1839
- tribù Schedlariini Wood and Bright, 1992
- tribù Tesserocerini Strohmeyer, 1914
  - sottotribù Diapodina Strohmeyer, 1914
  - sottotribù Tesserocerina Strohmeyer, 1914